# Vicia palaestina
Vicia palaestina är en ärtväxtart som beskrevs av Pierre Edmond Boissier. Vicia palaestina ingår i släktet vickrar, och familjen ärtväxter. Inga underarter finns listade i Catalogue of Life.